# 鐵道機車車輛
鐵道機車車輛（英語：Rolling stock）指在鐵路運輸上的全部車輛。通常包含有動力及無動力兩種，如鐵路機車、鐵路車輛、鐵路客車. 
鐵道機車車輛在某些情況下代表非動力車輛，特指鐵路機車以外的另兩種。鐵道機車車輛與固定設備（fixed stock）不同，固定設備通常指軌道、信號、車站以及建築物等用以運作铁路的物品。